# پولک‌های پشتی

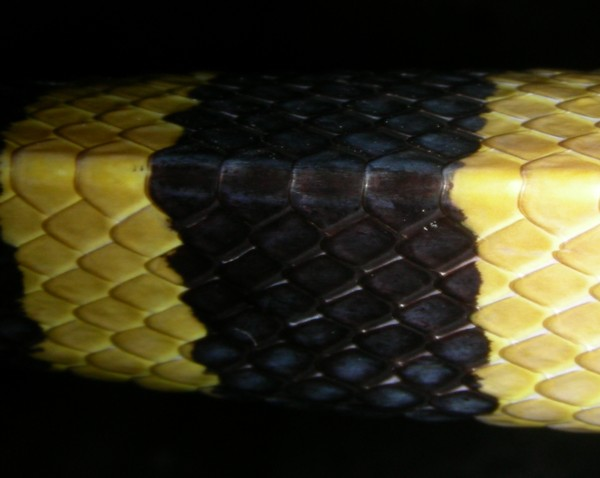
پولک‌های پشتی روی یک کریت نواری، Bungarus fasciatus.

در مارها، پولک‌های پشتی (به انگلیسی: Dorsal scales)، مجموعه‌ای از صفحه‌های طولی هستند که بدن را دربر گرفته‌اند، اما پولک‌های شکمی را دربر نمی‌گیرند.
پولک پشتی را به آسانی می‌توان به صورت مورب شمارش کرد و از ردیف پولک پاراونترال آغاز می‌شود. در انجام این کار، اغلب به این نکته اشاره می‌شود که ردیف‌های پولک خاصی برخلاف دیگر ردیف‌ها، برآمده، تیغه‌ای یا صاف هستند.